# Phyllotocidium
Phyllotocidium är ett släkte av skalbaggar. Phyllotocidium ingår i familjen Melolonthidae.
Kladogram enligt Catalogue of Life:
| Phyllotocidium | \| \| Phyllotocidium bimaculiflavum \| \| \| \| \| \| Phyllotocidium macleayi \| \| \| \| \| \| Phyllotocidium pictum \| \| \| \| \| \| Phyllotocidium viridis \| \| \| \| |
|                | \| \| Phyllotocidium bimaculiflavum \| \| \| \| \| \| Phyllotocidium macleayi \| \| \| \| \| \| Phyllotocidium pictum \| \| \| \| \| \| Phyllotocidium viridis \| \| \| \| |
|                | Phyllotocidium bimaculiflavum |
|                | |
|                | Phyllotocidium macleayi |
|                | |
|                | Phyllotocidium pictum |
|                | |
|                | Phyllotocidium viridis |
|                | |